# Sant Kabir Nagar
Der Distrikt Sant Kabir Nagar (Hindi: संत कबीर नगर, Urdu ضلع سنت کبیر نگر) ist ein Distrikt des indischen Bundesstaates Uttar Pradesh. Verwaltungssitz ist die Stadt Khalilabad. Der Distrikt trägt seinen Namen nach dem Dichterheiligen Kabir (1440–1518), der in der Stadt Maghar im Distrikt Sant Kabir Nagar begraben liegt.

## Geografie
Der Distrikt Sant Kabir Nagar liegt im Nordosten Uttar Pradeshs und gehört zur Division Basti. Nachbardistrikte sind Basti im Westen, Siddharthnagar im Norden, Gorakhpur im Osten und Ambedkar Nagar im Süden.
Mit einer Fläche von 1646 km² gehört Sant Kabir Nagar zu den kleineren Distrikten Uttar Pradeshs. Das Distriktgebiet gehört zur Gangesebene und ist gänzlich flach. Im Süden bildet die Ghaghara, ein großer Nebenfluss des Ganges, die Grenze des Distrikts Sant Kabir Nagar. Außerdem fließt der Fluss Rapti durch das Distriktgebiet.
Der Distrikt Sant Kabir Nagar ist in die drei Tehsils Mehdawal, Khalilabad und Dhanghata unterteilt.

## Geschichte
Als eigenständiger Distrikt besteht Sant Kabir Nagar seit dem 5. September 1997. Der Distrikt wurde Teilen der Distrikte Basti und Siddharthnagar gebildet.

## Bevölkerung
Bei der Volkszählung 2011 hatte der Distrikt Sant Kabir Nagar 1.715.183 Einwohner. Zwischen 2001 und 2011 wuchs die Einwohnerzahl um 21 Prozent. Die Bevölkerungsdichte lag mit 1042 Einwohnern pro km² über dem ohnehin schon hohen Durchschnitt Uttar Pradeshs (829 Einwohner pro km²). Dabei ist der Distrikt stark ländlich geprägt: Nur etwas über sieben Prozent der Einwohner von Sant Kabir Nagar lebten 2011 in Städten. Die Alphabetisierungsquote lag mit 67 Prozent nahe am Durchschnitt des Bundesstaates (68 Prozent).
Unter den Einwohnern des Distrikts Sant Kabir Nagar stellten Hindus nach der Volkszählung 2001 mit 76 Prozent die Mehrheit. Daneben gab es eine größere muslimische Minderheit von 24 Prozent.

## Städte
| Stadt       | Einwohner (2001) |
| ----------- | ---------------- |
| Hariharpur  | 9.257            |
| Khalilabad  | 39.814           |
| Ledwa Mahua | 11.524           |
| Maghar      | 15.834           |
| Mehdawal    | 24.683           |